# チャナナ沙梨奈
チャナナ 沙梨奈（ちゃなな さりな・1998年〈平成10年〉3月18日 - ）は、日本のモデル、女優、元レースクイーンである。千葉県出身。LUMIOR（ルミオール）所属。

## 略歴
父親が日本人、母親がタイ王国出身のハーフ。タイの病院で生まれ、その後千葉県に移住し育った。
中学2年の時に原宿でスカウトされ、モデルエージェンシー「アデッソ」に所属。2014年にはメントスのCMでけみおと共演。2015年にはイメージDVD『SARINA360°』の発売もあったが、2016年にアデッソからLUMIOR（旧ブルースカイウォーカーズ）へ移籍。2018年、SUPER GT「ZENT sweeties」の一員としてレースクイーンデビュー。
『日本レースクイーン大賞2018』新人グランプリではファイナリスト10名の中に残るも、受賞はならなかったが、2019年1月12日に東京オートサロンで行われた『日本レースクイーン大賞2018』授賞式において、「ヤングマガジン MFゴースト賞」を受賞。“MFGエンジェルス”として同誌のグラビアを飾った。
2019年6月3日、『ミス・ジャパン2019』東京大会に出場し、準グランプリを受賞。同年9月17日、『第2回JFCAミス&ミスターコンテスト』（一般社団法人 日本フォーマルウェア文化普及協会主催）で“ミス・きもの美女グランプリ”に選ばれる。
2020年はZENT sweeties卒業を機にRQから離れ、立ち技格闘技イベント『Krush』のラウンドガールを務める。
2021年3月18日、自身の23歳の誕生日にデジタル写真集『Chana WORLD』を発表。同年9月24日、『ミス・グランド・ジャパン2021』全国大会に出場し、ファイナリスト37名の中からグランプリに選ばれた。この時期に所属事務所を現在のLUMIORに移している。
2022年1月26日に発表された『K-1 AWARDS 2021』では“ベストガールズ賞”に選出。同月には、プラチナムプロダクション所属のあのんと共に、中国のファッション誌『瑞麗』（Rayli）の日本専属モデルに選ばれた。

## 人物
- タイのドラマをYouTubeで見ることが趣味で、将来はタイで女優になるのが夢だという[3]。
- 特技はポールダンス、柔道[1]。趣味は三転倒立で、胃腸や血液循環に良いと自慢している[動画 2]。
- 左右の耳に2つずつ、おへそに1つピアスの穴を開けている。
- 好きな食べ物は焼肉[動画 3]。
- 好きな言葉は「一生青春」[動画 3]。

## 作品

### デジタル写真集
- Chana WORLD（Portrade・2021年3月18日発売）

## 出演

### レースクイーン
| 年     | カテゴリー | チーム名      | 他メンバー                                           |
| ------ | ---------- | ------------- | ---------------------------------------------------- |
| 2018年 | SUPER GT   | ZENT sweeties | 藤木由貴、川村那月、大柳麻友                         |
| 2019年 | SUPER GT   | ZENT sweeties | 川村那月、福江ななか、南まりあ、芹沢まりな、澤田実架 |

### ラウンドガール
| 年     | 大会名 | ユニット名  | 他メンバー                                           |
| ------ | ------ | ----------- | ---------------------------------------------------- |
| 2020年 | Krush  | Krush GIRLS | キャシー凛、犬嶋英沙、佐野マリア、小林愛梨、市川莉乃 |
| 2021年 | Krush  | Krush GIRLS | キャシー凛、犬嶋英沙、小林愛梨、芹沢まりな、石田みか |

### 映画
- This Dawn is Still Young（2014年・山田智和監督）
- SHORT TRIAL PROJECT2016「ダムドガールズキャバレークラブ」（2016年・川村清人監督） - 主演・瑞希役[20]

### テレビドラマ
- せいせいするほど、愛してる（2016年・TBS） - クラブギャル役、客室乗務員役（いずれも端役）
- コック警部の晩餐会（2016年・TBS） - 小畑夕子役（ゲスト出演）

### CM
- モンデリーズ・ジャパン「メントス×アメイジング・スパイダーマン2 “スゲーぞ!自分”編」（2014年）けみおと共演[4][5]
- タングルティーザー（2020年）[21]
- ムサシノ広告社「雑誌広告ドットコム・交通広告ドットコム」（2020年）[動画 4][動画 5]
- 丸亀製麺「サマーシェイクうどん」（2023年7月）

### イベント
- 東京ガールズコレクション北九州 2016A/W（2016年10月9日、西日本総合展示場）[22]
- サマンサタバサ ガールズコレクション・レディーストーナメント「サマンサタバサ ガールズアワードモデルオーディション」（2018年7月）[23]
- 東京ゲームショウ「Xperiaブースモデル」（2018年9月）[24]
- CHRISTIAN ROLANDプレス発表会（2021年3月22日、渋谷ヒカリエ）[動画 6]

### 動画
1. ↑  Krush Girls：チャナナ沙梨奈 - YouTube（K-1【official】・2020年5月2日）2020年5月26日閲覧。
2. ↑  タイと日本のハーフ美女・チャナナ沙梨奈がミス・ジャパン準グランプリ受賞で今後を語る! - YouTube（WWSチャンネル・2019年9月30日）2020年5月26日閲覧。
3. 1 2  加賀成一の10の質問【ゲスト：チャナナ沙梨奈】 - YouTube（2021年11月6日）2023年7月29日閲覧。
4. ↑  雑誌広告のことなら雑誌広告ドットコム30秒CM｜ムサシノ広告社 - YouTube（2020年11月9日）2021年10月6日閲覧。
5. ↑  交通広告のことなら交通広告ドットコム30秒CM｜ムサシノ広告社 - YouTube（2020年11月9日）2021年10月6日閲覧。
6. ↑  THE ROLAND SHOW【公式】マスコミが17社も出席、絶世のハーフ美女を2人採用しました - YouTube（2021年4月2日）2021年10月6日閲覧。